# The Bridge (poemat)
The Bridge – poemat epicki amerykańskiego poety Harta Crane'a, wydany po raz pierwszy w 1930. Był on próbą stworzenia nowoczesnego amerykańskiego eposu. Poemat jako całość był przez niektórych uznany za porażkę, jednak wiele z jego części oceniono jako jedne z najlepszych wierszy XX wieku w literaturze amerykańskiej. Są one przedrukowywane w antologiach poezji amerykańskiej jako osobne liryki. Poeta ukończył The Bridge z finansową pomocą swojego ojca i znanego filantropa Ottona H. Kahna. Utwór składa się z piętnastu części. Został skomponowany w sposób przypominający muzyczną symfonię. Niekiedy podkreśla się jego kubistyczny charakter. W wielu jego punktach występuje tematyka morska. W części Ave Maria przedstawiony został Krzysztof Kolumb na pokładzie swojego flagowego okrętu Santa Maria.
Najbardziej znaną częścią poematu jest utwór To Brooklyn Bridge (Do Mostu Brooklińskiego). Fragment ten jest napisany zasadniczo wierszem białym (blank versem), czyli zadomowionym w literaturze angielskiej nierymowanym pentametrem jambicznym. Od czasu do czasu poeta jednak stosuje rymy. W poniższej zwrotce, realizującej model pięciostopowego jambu, pojawia się też aliteracja, czyli współbrzmienie początkowe wyrazów.
O harp and altar, of the fury fused,
(How could mere toil align thy choiring strings!)
Terrific threshold of the prophet’s pledge,
Prayer of pariah, and the lover’s cry,
Hart Crane niejednokrotnie wykorzystywał aliterację. Często cytowany są jego wersy z utworu Voyages: Take this Sea, whose diapason knells/On scrolls of silver snowy sentences,/The sceptred terror of whose sessions rends. W kolejnej zwrotce widać użycie wyrazistej harmonii wokalicznej (asonansu), czyli powtarzania samogłoski (w tym wypadku [i]) w akcentowanych sylabach.
How many dawns, chill from his rippling rest
The seagull’s wings shall dip and pivot him,
Shedding white rings of tumult, building high
Over the chained bay waters Liberty —
Część zatytułowana Atlantis została przez poetę ujęta w strofy ośmiowersowe. Również tutaj trafiają się aliteracje: Two worlds of sleep (O arching strands of song!).